# Pā Āb-e Shelāl
Pā Āb-e Shelāl (persiska: پا آب شلال) är en ort i Iran.   Den ligger i provinsen Khuzestan, i den centrala delen av landet, 400 km söder om huvudstaden Teheran. Pā Āb-e Shelāl ligger 1 056 meter över havet och antalet invånare är 308.
Terrängen runt Pā Āb-e Shelāl är kuperad åt sydväst, men åt nordost är den bergig. Runt Pā Āb-e Shelāl är det ganska tätbefolkat, med 56 invånare per kvadratkilometer. Närmaste större samhälle är Lalar, 19,9 km norr om Pā Āb-e Shelāl. Omgivningarna runt Pā Āb-e Shelāl är i huvudsak ett öppet busklandskap.